# Yang Shaohou

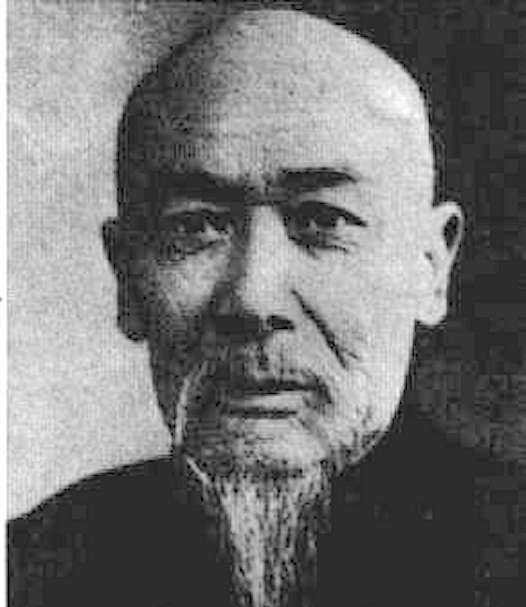
Yang Shaohou 楊少侯

Yang Shaohou 楊少侯 (1862-1930) e seu irmão Yang Chengfu 楊澄甫 (1883-1936) representam a terceira geração do Tai Chi Chuan estilo Yang 楊氏太極拳.
Embora Yang Shaohou tenha estudado Tai Chi Chuan com seu pai Yang Jianhou 楊健候 (1839–1917), comenta-se que aprendeu muito com seu tio Yang Banhou 楊班侯 (1837-1890).
Talvez influenciado pelo tio, Yang Shaohou também se tornou conhecido por ter uma natureza levemente excentrica e belicosa, estes dois mestres eram considerados professores muito exigentes, apenas interessados em ensinar aqueles que pudessem suportar seu árduos sistemas de treinamentos. Durante a prática com seus alunos, Yang Shaohou era conhecido por não conter seus golpes, assim poucos foram capazes de completar toda a sequência de treinamentos e tornarem-se discípulos.
Segundo Wu Tu Nan 吳圖南 (1885-1989), famoso historiador do Tai Chi Chuan e discípulo de Wu Jianquan, que também estudou com Yang Shaohou por quatro anos, este mestre foi conhecido por sua forma de Tai Chi Chuan "Pequeno Círculo".
Os movimentos das formas de Tai Chi e do empurrar as mãos Tui Shou são todos baseados em círculos de diferentes tamanhos, na forma e em suas aplicações os movimentos circulares pequenos seguem um caminho mais compacto possibilitando diferentes aplicações de alavancas se comparados a círculos maiores. Esta forma foi conhecida como Small Frame 小架, Fast Frame 快架 ou Practical Frame 用架, exigia um alto grau de habilidade para sua execução. Este estilo era similar em postura ao moderno Tai Chi Chuan estilo Wu, geralmente praticado com mais velocidade e com ágeis saltos e chutes.
Comenta-se que quando Yang Shaohou demonstrava sua forma de Tai Chi Chuan os movimentos se alternavam entre o rápido e o lento, o macio e o duro, acompanhados por revigorantes expressões Fa Jin 發勁 apoiadas por gritos intimidantes. A característica mais desenvolvida de seu estilo de arte marcial era a intercepçâo suave para vencer a energia dura ou Hua Jin 化勁, seguida por poderosos empurrões Fa Jin como contra ataques.
Sua influência no Tai Chi moderno é representada pela instrução que deu aos muitos professores influentes de gerações posteriores que se referem à importância de seu ensino, como Wu Kung-i, Wu Kung-tsao e Tung Ying-chieh, que tornaram-se famosos por seus próprios méritos.
Apesar de na época ser tão famoso quanto seu irmão mais novo, comenta-se que Yang Chengfu tinha uma personalidade mais tranquila, adaptável e cativante, conseguindo assim treinar mais alunos, desta forma o estilo de Tai Chi Chuan de Yang Chengfu tornou-se o mais amplamente conhecido na China e em outros países.